# Курц, Вилем (младший)
Вилем Курц (чеш. Vilém Kurz; 23 декабря 1872[…], Гавличкув-Брод, Цислейтания[…] — 25 мая 1945 или 26 мая 1945, Прага[…]) — чешский пианист и музыкальный педагог. Сын педагога и общественного деятеля Вилема Курца (старшего). Жена Курца Ружена Курцова, дочь Илона Курцова и внук Павел Штепан также были заметными музыкантами.
Учился частным порядком у Юлиуса Теодора Хёгера (1884—1886) и Якоба Хольфельда (1886—1888), затем в Пражской органной школе у Ф. З. Скугерского. С 1891 г. начал концертировать как солист, в 1895 г. стал лауреатом премии Рубинштейна. Входил в самый первый состав Чешского трио.
В 1898—1919 гг. (с перерывом на эвакуацию в Вену из-за Первой мировой войны) Курц был профессором Львовской консерватории и оказал значительное влияние на становление местной фортепианной школы. Среди его учеников этого периода был, в частности, Эдуард Штейерман.
В 1919—1928 гг. Курц преподавал в Брно, а после 1928 г. в Пражской консерватории (в 1936—1937 и 1938—1939 гг. ректор). Свой педагогический опыт он обобщил в нескольких важных сочинениях, прежде всего в книге «Технические основы фортепианной игры» (чеш. Technické základy klavírní hry; 1924, в 1966 г. вышло 9-е издание). Учениками Курца были Рудольф Фиркушный, Илья Гурник, Франтишек Максиан, Виктория Швигликова, Гидеон Клейн, Матуся Блум и многие другие крупные музыканты, а также его собственные дочь и внук.
Курц был также автором фортепианных сочинений учебного характера. Кроме того, большое значение имела предпринятая им переработка партии солиста в Фортепианном концерте Антонина Дворжака: редакция Курца, впервые исполненная в 1919 г. его дочерью Илоной Курцовой, приобрела популярность, вполне сопоставимую с авторской версией, а в некоторых изданиях концерта обе редакции печатаются вместе, чтобы солист мог выбирать.